# General Electric F404
O General Electric F404 e o F412 são uma família de motores a jacto. Esta série foi desenvolvida pela General Electric Aviation. Os parceiros deste projecto incluem a Volvo Aero, que produz a variante RM12. O F404 foi desenvolvido num motor ainda maior, o F414 turbofan.